# Fort de Tancrémont
Le Fort de Pepinster est un fort belge situé à 3 km au sud de Pepinster. Il fut construit dans les années 1930 et vint s'ajouter, avec ceux d'Aubin-Neufchâteau, de Battice et de Ében-Émael aux 12 forts de la position fortifiée de Liège construits vers 1880. Il fut le dernier fort et la dernière Unité belge à se rendre aux forces allemandes lors de la Campagne des 18 jours dans les premiers jours de la Seconde Guerre mondiale. Il est préservé et est visitable.

## Situation
C'est le plus méridional des 4 forts construits dans les années trente, étant à 18 km au sud-est de la ville de Liège. Le fort de Tancrémont et le fort d'Aubin-Neufchâteau sont plus petits qu'Ében-Émael et Battice. Ensemble, ils forment la position fortifiée de Liège I (PFL I), les 12 autres anciens formant la position fortifiée de Liège II (PFL II).

## Description

Carte de la position fortifiée de Liège

Le fort de Tancrémont est une évolution du concept de construction des forts belges établi par le  Général Henri Alexis Brialmont avant la Première Guerre mondiale, le fort formant un ensemble relativement compact de tourelles à canon et de postes d'observation situé sur un massif central en béton non-renforcé, entouré par un fossé défendu. Cela contrastait avec les fortifications françaises contemporaines de la ligne Maginot basée sur le concept de 'fort articulé' qui ne possède pas de périmètre défini. Les nouveaux forts belges, bien que plus conservateurs dans leur conception que les ouvrages français comportent de nombreuses améliorations tirées de l'expérience de la Première Guerre mondiale. Les tourelles d'artilleries sont moins étroitement groupées, le béton simple a été remplacé par du béton armé et son placement s'est fait avec le plus grand soin pour éviter les joints faibles; la ventilation a été grandement améliorée; les dépôts ont été profondément enterrés et protégés et les sanitaires les zones de vie pour la garnison ont fait l'objet d'une plus grande attention. Tancrémont était parmi les plus petits des nouveaux forts belges, armé d'un calibre maximum de 75 mm. Ces canons n'avaient pas une portée suffisante pour fournir un support mutuel entre forts voisins.
Le fort comportait 5 blocs de combat situés sur une crête entre Pepinster et Theux. Seul le sommet des blocs est visible, le reste du fort étant enterré.
- Bloc B.I, en temps de paix, le bloc d'entrée avec une cloche d'observation et équipé de projecteurs.
- Bloc B.II, équipé de tourelles rétractables armées canons jumelés de 75 mm.
- Bloc B.III, 3 cloches d'observation avec périscope et mitrailleuse
- Bloc B.IV, semblable au bloc B.II.
- Bloc B.M., situé au centre du fort, équipé de 3 mortiers de 81 mm et d'un bloc d'observation.

Le fort comporte également des coffres de contre-escarpe dont le but est de protéger les fossés avec des canons anti-char de 47 mm, des mitrailleuses et des lanceurs de grenade. Ils sont désignés C.II, C.III et C.IV. Deux blocs de ventilation désignés B.O. et B.P. fournissent l'air. B.P. est situé au-dessus des principaux locaux d'habitation, faisait office d'entrée en temps de guerre et était armée de mitrailleuse. Le bloc B.O. servait quant à lui également de sortie d'urgence. B.O. et B.P. sont situés en dehors du périmètre de défense et accessibles par des galeries profondément enfouies. Le fort incluait une fausse coupole nommé "K.",
Le réseau souterrain comporte un peu moins de 2 km de galeries situées entre 20 et 28 m sous la surface et reliant le poste de commandement, les logements, la centrale électrique, les postes de combats et les magasins de munitions La construction fut dirigée par le Lieutenant Victor Gérard.
Les principaux canons de 75 mm était des Bofors modèle 1934 fabriqués à la Fonderie Royale des Canons (FRC). Les canons de 47 mm étaient des canons FRC modèle 1936,. Il était prévu à l'origine que le fort de Tancrémont soit équipé de canons de 120 mm comme Ében-Émael et Battice mais le bloc B.III ne reçut finalement que des mitrailleuses.

## Garnison
En 1940, le fort était sous le commandement du Capitaine Abel Devos du 4e Batterie du Régiment de Forteresse Liégeois commandé par le Major Parmentier.
En 1940, le fort était manœuvré par 15 officiers, 54 sous-officiers et 500 soldats dans le fort.

## Historique
Le 8 août 1938, le fort fut le dernier de la position fortifiée de Liège à être achevé.
Au moment de l'invasion allemande, des travaux étaient en cours sur le fort. Le bloc principal était accessible via des excavations, compromettant la sécurité du fort. Le 12 mai 1940, les Allemands, après avoir capturé le fort d'Ében-Émael la veille, attaquent. Le commandant allemand, le Général Fedor von Bock, demande la reddition des forts de Battice et de Tancrémont le 20 mai, après la capture du fort d'Aubin-Neufchâteau. Battice se rendit le 22 mai mais Tancrémont refusa. Les Allemands passèrent alors outre le fort. Il ne déposera les armes que le 29 mai 1940, soit un jour après la signature de l'armistice par les Belges, le Capitaine Devos croyant que l'ordre d'armistice ne concernait que l'armée de campagne. Il obtint confirmation écrite du Général Spang de l'ordre de reddition. La garnison fut envoyée prisonnière en Silésie
Achevé en octobre 1936 (mais peaufiné jusqu'en 1937), le fort de Tancrémont-Pepinster sera le dernier des forts liégeois à se rendre. En effet, il était une des plus modernes forteresses de la ceinture de défense liégeoise.

## Actuellement
Le fort est conservé en l'état et est accessible aux visiteurs. Le corps principal du fort dans son enceinte défensive est situé juste au sud de la route nationale RN666 tandis que les blocs B.O et B.P sont situés de l'autre côté de cette route. Le fort est administré par l'Amicale du Fort de Tancrémont qui descend de la Fraternelle du Fort de Pepinster fondée par le Capitaine Devos en septembre 1942 pour réunir les soldats de la garnison et leurs familles,.

## Photos

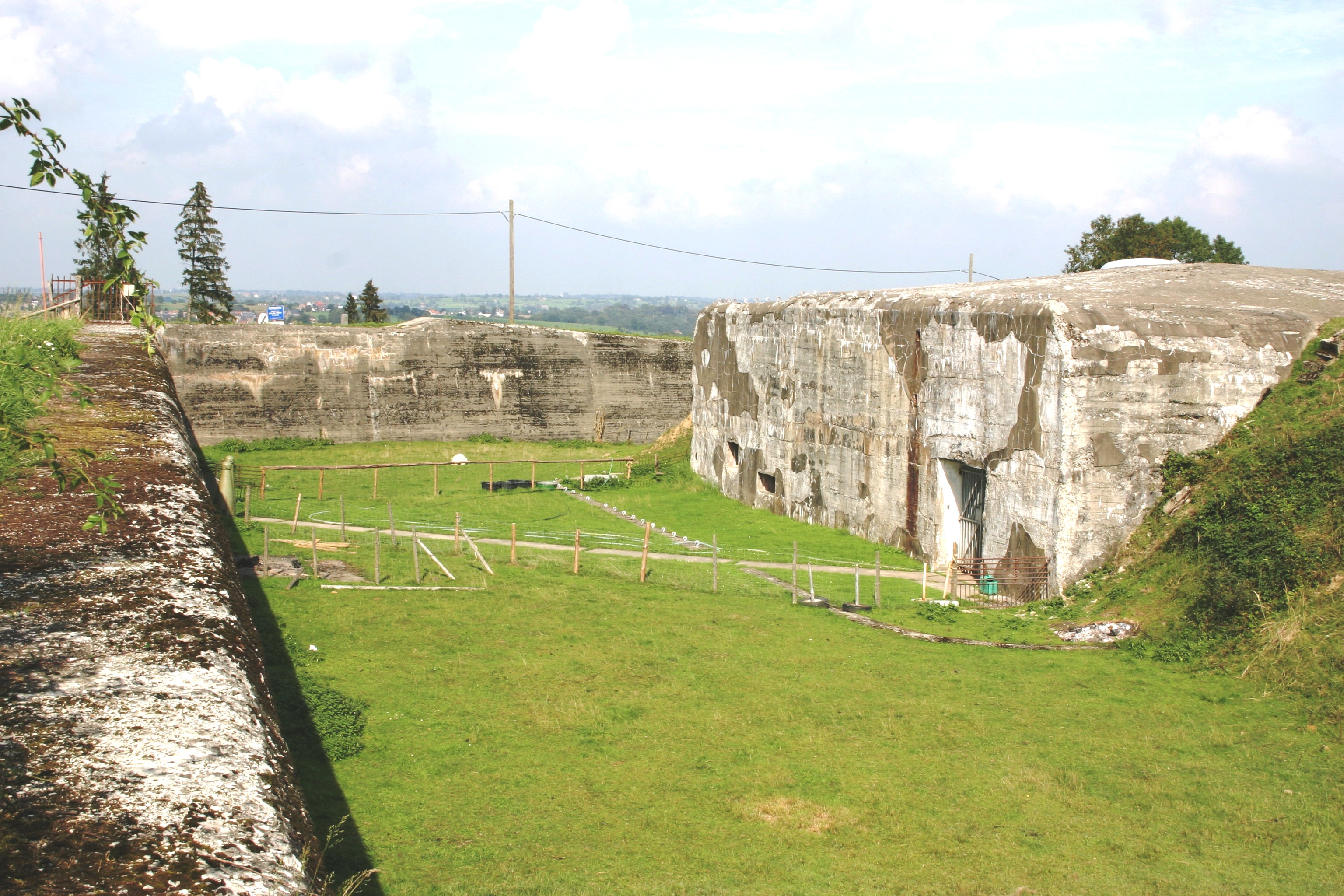
Vue du fossé et du bloc B.I
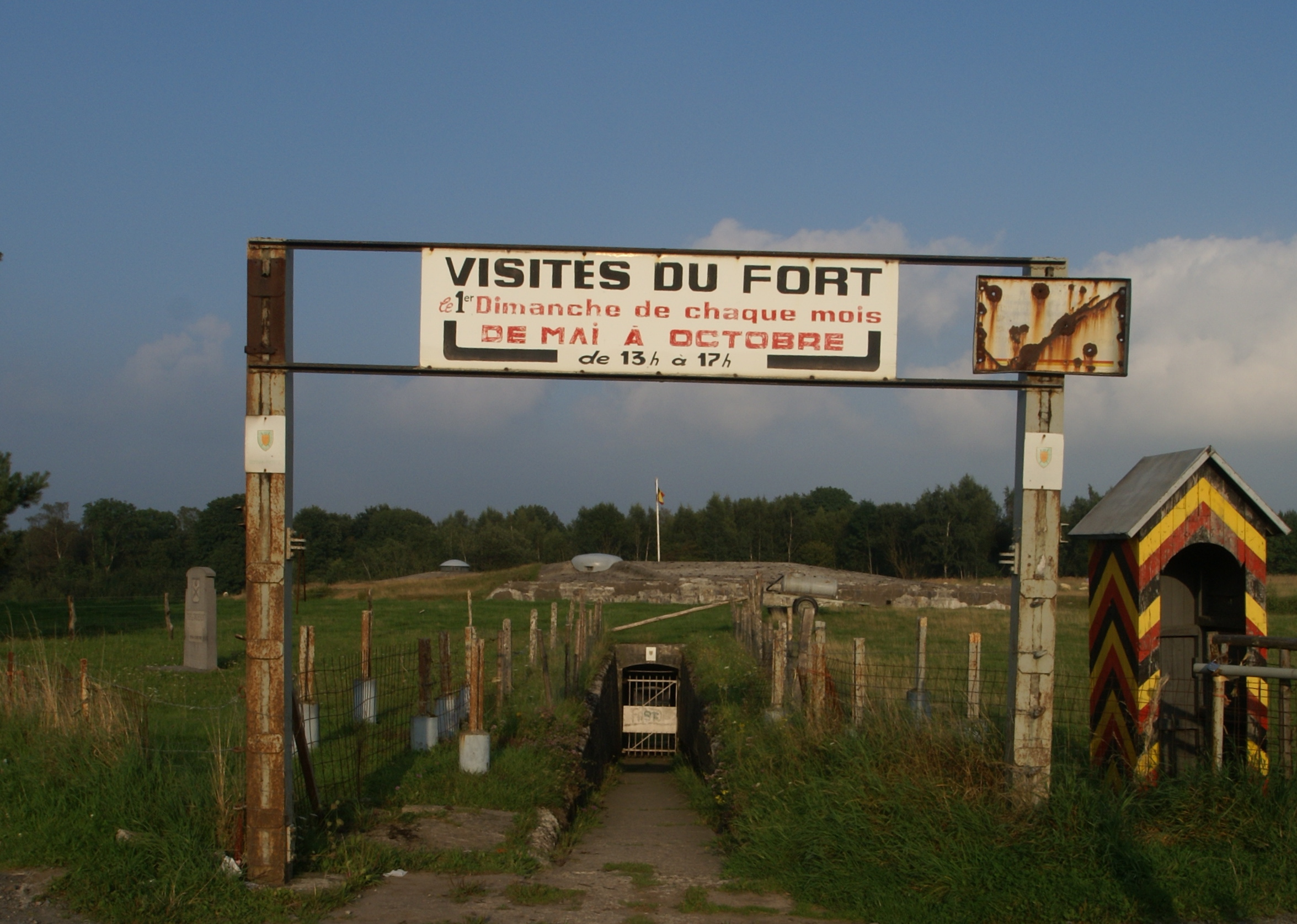
Entrée du fort - accès au fossé
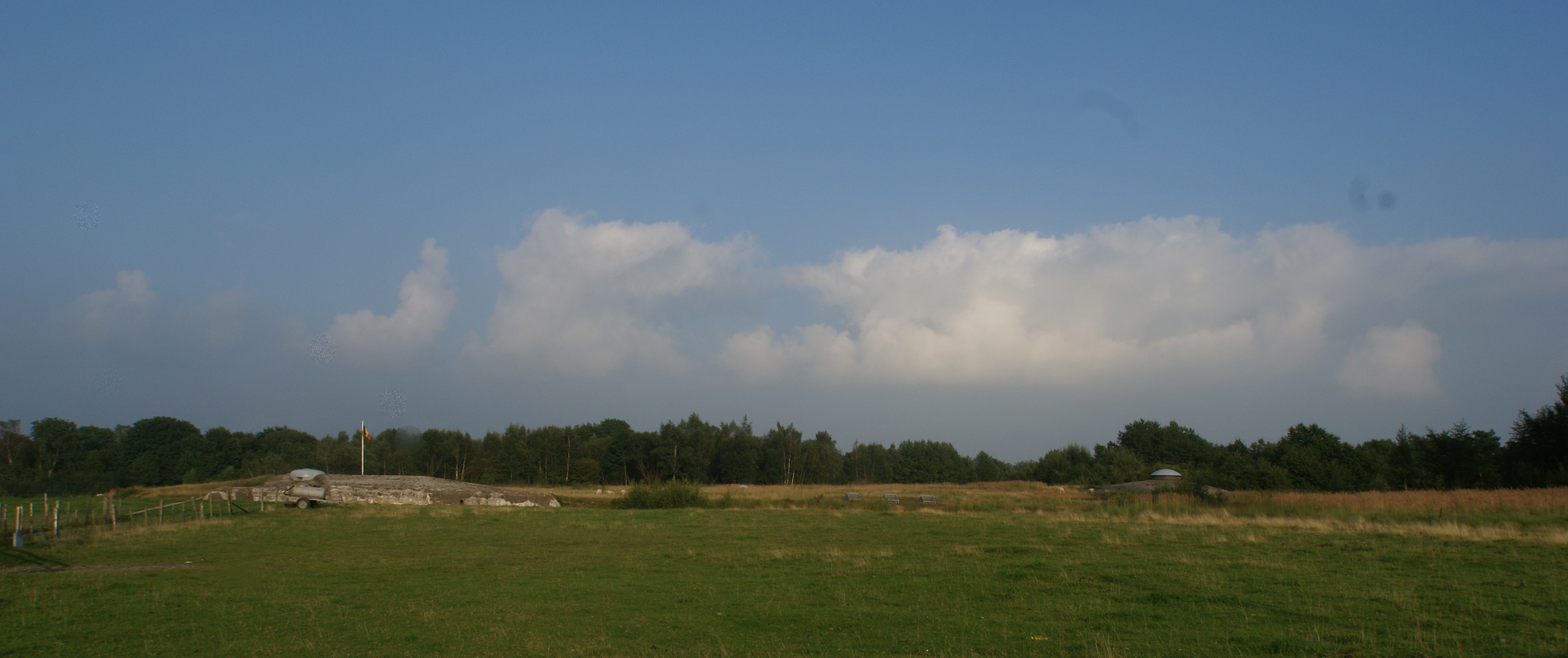
Vue de la surface du fort
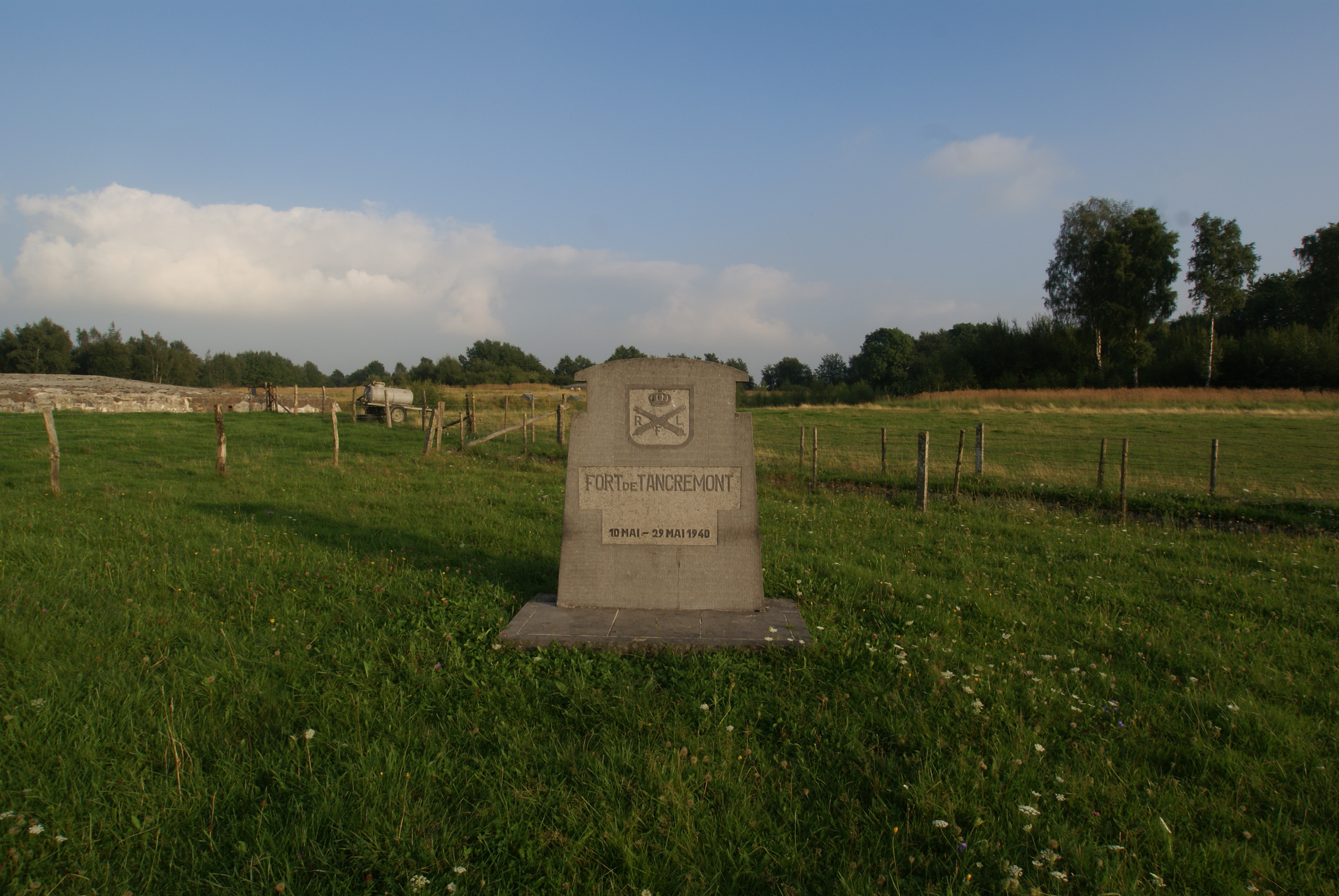
Pierre commémorative, Tancrémont
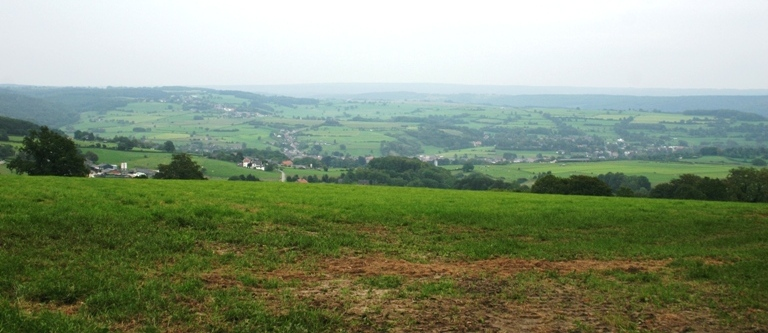
Tancrémont, vue d'ensemble du fort
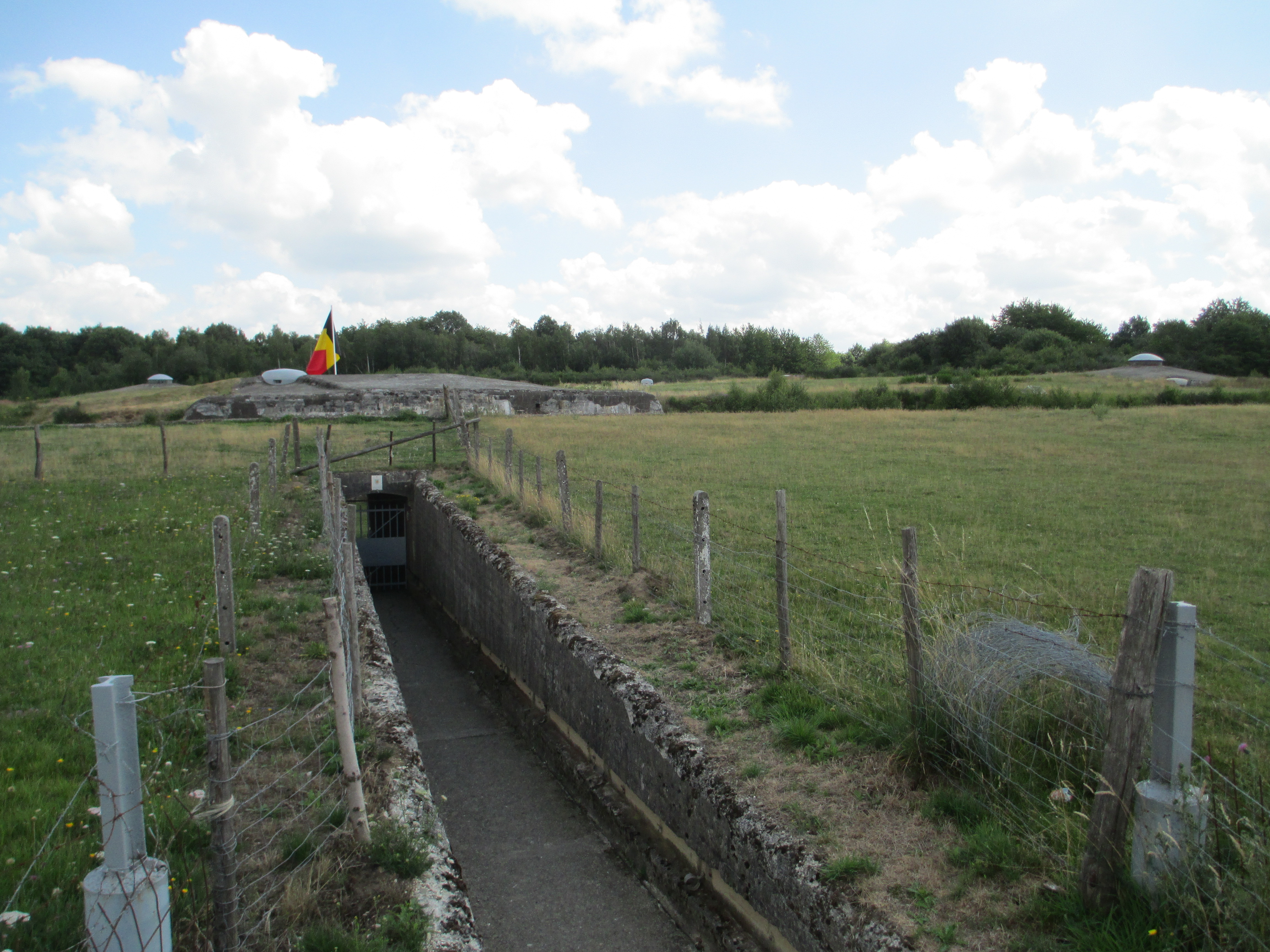
Le fort avec vue sur les coupoles éclipsables

## Source
- (en) Cet article est partiellement ou en totalité issu de l’article de Wikipédia en anglais intitulé « Fort de Tancrémont » (voir la liste des auteurs).